# Sekosteroid
Sekosteroidi so skupina v naravi prisotnih kemijskih spojin, ki so izpeljane iz steroidov. Mednje spadajo pomembne spojine iz skupine vitamina D in njegovih presnovkov  (na primer holekalciferol in njegov aktivni presnovek, kalcitriol). Izraz izhaja iz latinščine in prvi del zloženke seko izhaja iz glagola secare, ki pomeni »razrezati«.:241

## Zgradba in primeri spojin
Steroidi sestojijo iz štirih obročev, ki jih poimenujemo s črkami od A do D. V naravi se pri nastanku sekosteroidov v steroidnih izhodiščnih molekulah eden od obročev (pogosto obroč B) razpne pod vplivom ultravijolične svetlobe. Primer tako nastalega sekosteroida je holekalciferol (vitamin D3), ki nastane v organizmu pod vplivom UV-svetlobe iz 7-dehidroholesterola. Analogno nastane iz ergosterola ergokalciferol (vitamin D2).
Najpogosteje pride do odprtja obroča B na mestih 9 in 10; te sekosteroide zato imenujemo tudi 9,10-sekosteroidi.